# Operation Wolf
Operation Wolf ist ein Shoot-’em-up-Arcade-Spiel, das 1987 von der japanischen Firma Taito entwickelt und vermarktet wurde. Beim Spielprinzip handelt es sich um ein Lightgunspiel.

## Spielbeschreibung
Das Ziel des Spiels besteht darin, sechs Missionen zu beenden und in den letzten beiden Levels fünf Geiseln zu befreien.
Das Spiel wird mit einer Nachbildung einer Uzi-Maschinenpistole gesteuert, die am Automaten befestigt ist.
Zusätzlich wird eine Art Force Feedback verwendet, um den Rückstoß einer Waffe zu simulieren.
In den seitwärts scrollenden Levels muss der Spieler versuchen, eine große Anzahl an Gegnern, die aus Soldaten, Schützenpanzern und Helikoptern besteht, mit Hilfe der Spielsteuerung abzuschießen und so die Missionen zu beenden. Diese Gegner setzen sich in zwei verschiedenen Formen zur Wehr: ein Teil beginnt erst nach einer gewissen Zeit nach Erscheinen zu schießen, was dem Spieler so lange Lebenspunkte abzieht, bis er diese Gegner ausschalten kann, die zweite Form besteht aus Gegnern, die erkennbare und langsam fliegende Projektile oder Messer einsetzen. Der Spieler kann versuchen, diese Projektile im Flug zu treffen.
Zusätzlich zum Maschinenpistolenfeuer kann der Spieler Granaten einsetzen.
Die dem Spieler zur Verfügung stehende Munition ist begrenzt. Von Zeit zu Zeit erscheinen Magazine und Raketen, die der Spieler einsammeln kann. Auch durch das Zerstören mancher Kisten oder das Töten von Schweinen, Hühnern und Geiern, die im Spiel erscheinen, kann diese wieder aufgefüllt werden.
Ab der zweiten Mission erscheinen Spielfiguren, die der Spieler nicht treffen sollte, da er ansonsten Lebensenergie verliert. Diese bestehen aus Krankenschwestern mit Trage, einer älteren Frau und einem Jungen, die in Panik über das Spielfeld laufen, sowie einer jungen Frau, die nur mit einem Bikini bekleidet ist.

### Handlung und Missionen
Die Handlung des Spiels wird nur durch Standbilder zwischen den einzelnen Missionen erzählt:
- 1. Mission: Der Darsteller zerstört die Funkanlage der Gegner, damit möglicher Nachschub verhindert wird.
- 2. Mission: Im Dschungel versucht der Protagonist Informationen zu bekommen, wo sich das Konzentrationslager ("concentration camp") befindet, in dem fünf Geiseln gefangen gehalten werden.
- 3. Mission: Der Darsteller sucht ein Dorf, in dem er sich ausruhen kann.
- 4. Mission: Nun wird ein Munitionslager ("powder magazine") der Gegner überfallen.
- 5. Mission: Die Geiseln aus dem Konzentrationslager werden befreit.
- 6. Mission: Der Protagonist gibt den in ein Flugzeug flüchtenden Geiseln Feuerschutz.

Die letzten beiden Missionen haben ebenfalls Einfluss auf den Spielablauf. So erscheinen in Mission fünf und sechs tatsächlich Figuren, die Geiseln darstellen sollen und die vom Spieler beschützt werden sollten.

## Probleme
Aufgrund der mechanischen Belastung des Kontrollgeräts zum einen durch die freie Bewegung, die gegen mehrere Federn erfolgte, die die "Waffe" bei Nichtbenutzung aufrecht hielten, zum anderen aufgrund von Stoßeffekten, die das Abfeuern der Waffe realistischer machen sollten, kam es bisweilen zu Fehlfunktionen. Auch die Platine für den Lichtsensor fiel häufiger aus.
Mit der Einführung des Jamma-Standards, bei dem die Steckleistenbelegung endlich auf einen einheitlichen Stand gebracht wurde, war die Vermarktung solcher Individual-Automaten immer schwieriger geworden. Die Hersteller gaben sich fortan Mühe, dass die entwickelten Spiele mit den Standardtasten und dem Joystick spielbar waren.

## Nachfolger
Aufgrund des Erfolges des Spiels entwickelte Taito die Nachfolger Operation Thunderbolt (1988), Operation Wolf 3 (1994) und Operation Tiger (1998).

## Portierungen
1988 erfolgten Umsetzungen für C64, Amiga, MS-DOS, Amstrad CPC, Atari ST, Nintendo Entertainment System, MSX, Sega Master System, Sinclair ZX Spectrum und PC Engine.
In der Spielesammlung Taito Legends wurde Operation Wolf 2005 für Xbox, PlayStation 2 und Microsoft Windows veröffentlicht. Bis auf eine Amstrad-CPC-Version wurde keine Lightgun unterstützt.
Da das Spiel seit dem 29. April 1989 in Deutschland durch die BPjS indiziert ist, erschien es hier nicht auf den Spielesammlungen. Seit dem 14. März 2008 ist es allerdings als Download für Nintendos Wii über die Virtual Console zu bekommen, dafür erhielt es eine USK-12-Freigabe.